# Park County (Colorado)
Das Park County ist eine Verwaltungseinheit im Zentrum des US-Bundesstaats Colorado. Im Jahre 2000 betrug die Einwohnerzahl 14.523. Der Verwaltungssitz (County Seat) ist  Fairplay.

## Geographie
Das Park County liegt nahezu zentral in Colorado und umfasst ein Gebiet von 5726 Quadratkilometern. Davon sind 26 Quadratkilometer Wasserfläche (0,45 %).

## Geschichte
Es wurde 1861 gegründet und nach der darin liegenden Hochebene South Park benannt. Diese war eines der Zentren des Pikes Peak Goldrausches.

## Demografische Daten

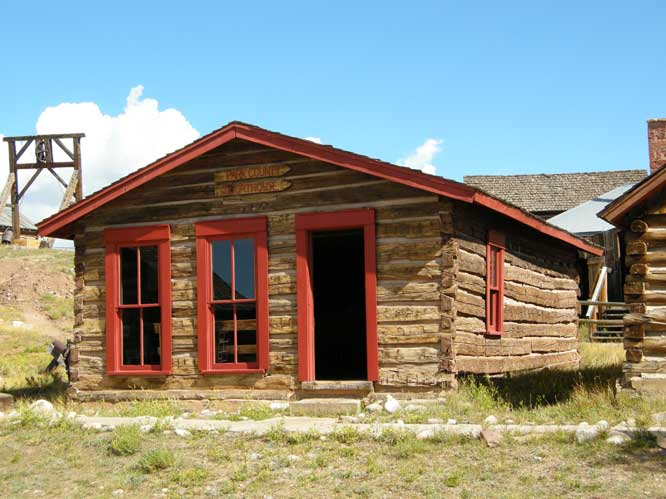
Historisches Park County Courthouse (Nachbau)

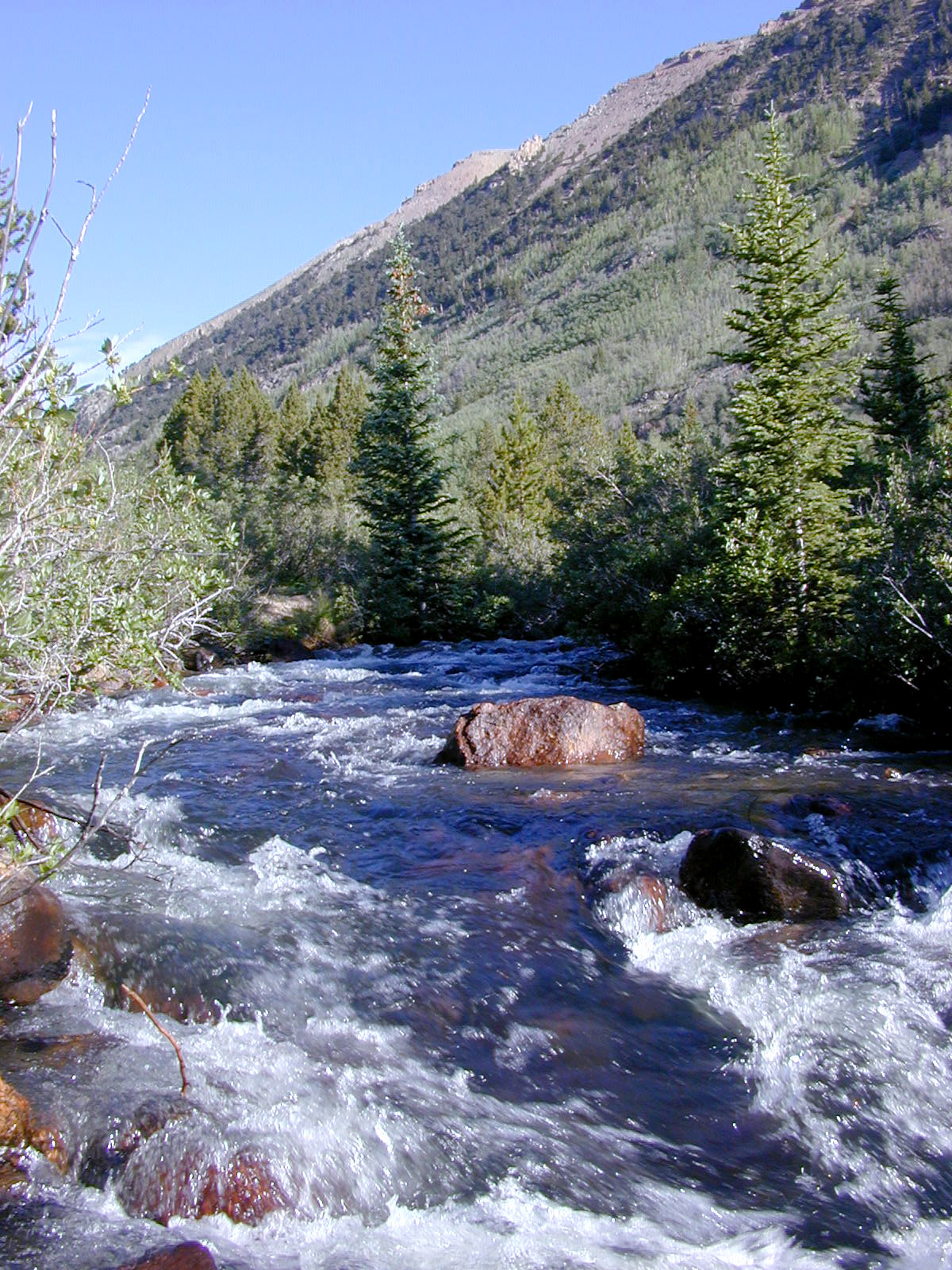
Der Misquito Creek

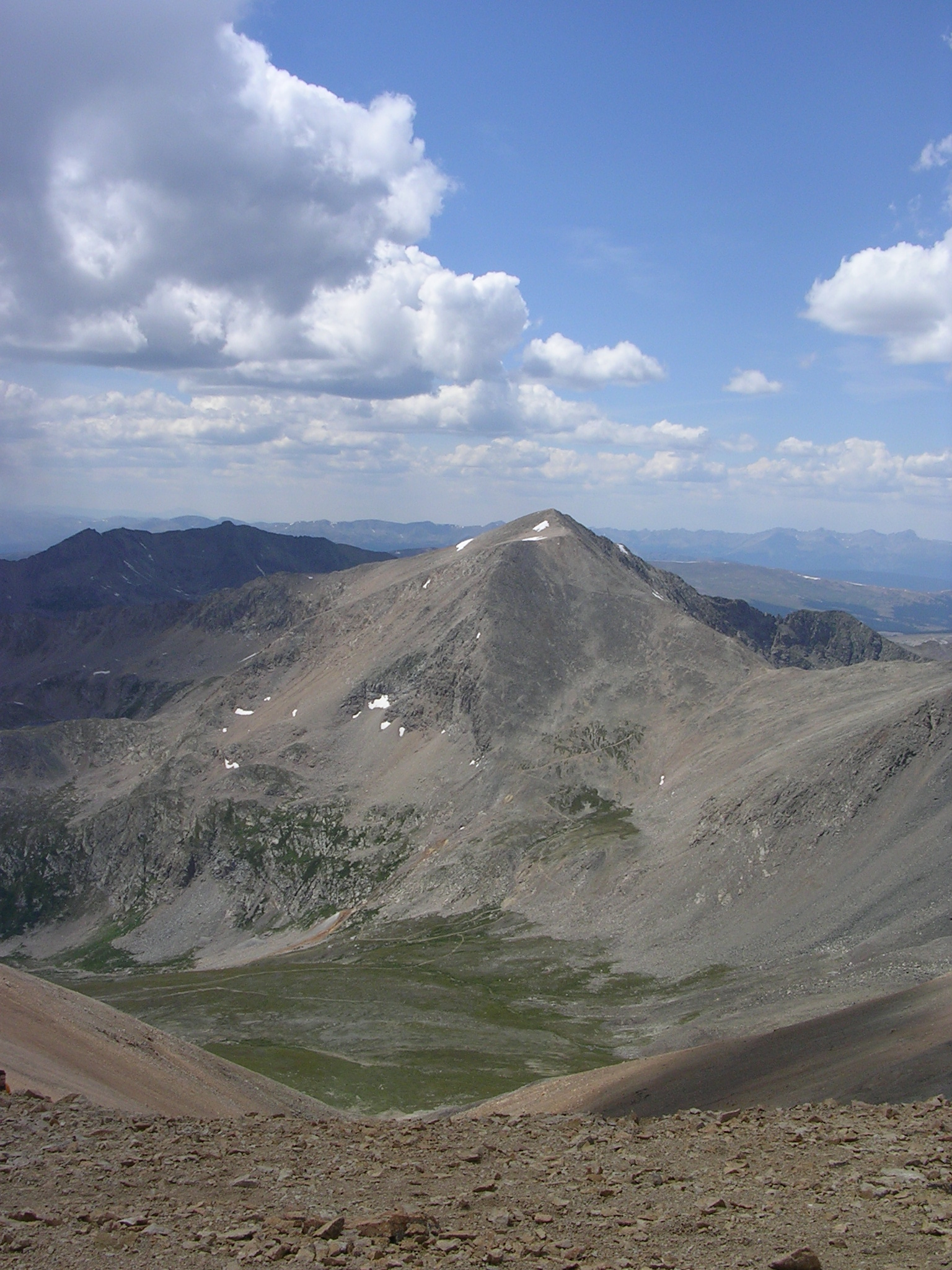
Der Mount Democrat

Nach der Volkszählung im Jahr 2000 lebten im County 14.523 Menschen. Es gab 5894 Haushalte und 4220 Familien. Die Bevölkerungsdichte betrug 3 Einwohner pro Quadratkilometer. Ethnisch betrachtet setzte sich die Bevölkerung zusammen aus 95,07 Prozent Weißen, 0,50 Prozent Afroamerikanern, 0,92 Prozent amerikanischen Ureinwohnern, 0,41 Prozent Asiaten, 0,03 Prozent Bewohnern aus dem pazifischen Inselraum und 1,23 Prozent aus anderen ethnischen Gruppen; 1,84 Prozent stammten von zwei oder mehr Ethnien ab. 4,32 Prozent der Gesamtbevölkerung waren spanischer oder lateinamerikanischer Abstammung.
Von den 5894 Haushalten hatten 30,2 Prozent Kinder und Jugendliche unter 18 Jahre, die bei ihnen lebten. 64,1 Prozent waren verheiratete, zusammenlebende Paare, 4,4 Prozent waren allein erziehende Mütter. 28,4 Prozent waren keine Familien. 21,1 Prozent waren Singlehaushalte und in 3,2 Prozent lebten Menschen im Alter von 65 Jahren oder darüber. Die Durchschnittshaushaltsgröße betrug 2,45 und die durchschnittliche Familiengröße lag bei 2,86 Personen.
Auf das gesamte County bezogen setzte sich die Bevölkerung zusammen aus 23,5 Prozent Einwohnern unter 18 Jahren, 5,1 Prozent zwischen 18 und 24 Jahren, 33,4 Prozent zwischen 25 und 44 Jahren, 30,6 Prozent zwischen 45 und 64 Jahren und 7,3 Prozent waren 65 Jahre alt oder darüber. Das Durchschnittsalter betrug 40 Jahre. Auf 100 weibliche Personen kamen 107,1 männliche Personen, auf 100 Frauen im Alter ab 18 Jahren kamen statistisch 107,6 Männer.
Das jährliche Durchschnittseinkommen eines Haushalts betrug 51.899 USD, das Durchschnittseinkommen der Familien betrug 57.025 USD. Männer hatten ein Durchschnittseinkommen von 41.480 USD, Frauen 27.807 USD. Das Prokopfeinkommen betrug 25.019 USD. 5,6 Prozent der Bevölkerung und 3,4 Prozent der Familien lebten unterhalb der Armutsgrenze. Darunter waren 5,6 Prozent der Bevölkerung unter 18 Jahren und 5,7 Prozent der Einwohner ab 65 Jahren.

## Sehenswürdigkeiten

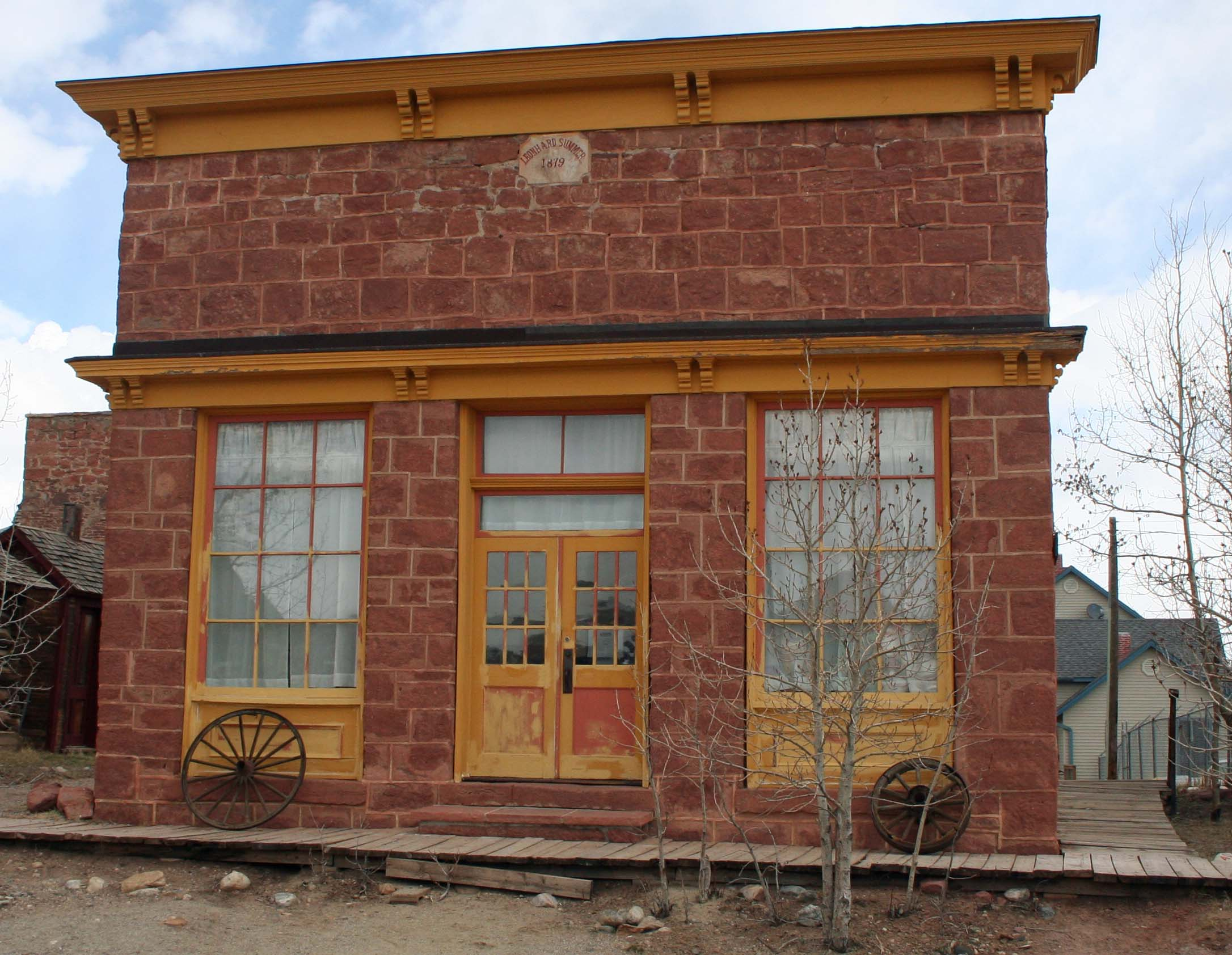
Summer Saloon in Fairplay (2010). Dieser ehemalige Saloon wurde im Mai 1974 als erstes Objekt des County im NRHP eingetragen.

28 Bauwerke, Stätten und historische Bezirke (Historic Districts) im Park County sind im National Register of Historic Places („Nationales Verzeichnis historischer Orte“; NRHP) eingetragen (Stand 22. September 2022), darunter das Gerichts- und Verwaltungsgebäude des County sowie mehrere Schulen, Ranches und Bahnhöfe.

## Orte in Park County
- Alma
- Alma Junction
- Antero Junction
- Bailey
- Balfour
- Bordenville
- Como
- Estabrook
- Fairplay
- Garo
- Glenisle
- Glentivar
- Grant
- Guffey
- Harris Park
- Hartsel
- Haver
- Highland Park
- Insmont
- Jefferson
- Lake George
- Peabodys
- Pike-San Isabel Village
- Platte Springs
- Santa Maria
- Shawnee
- Silver Springs
- Singleton
- Tarryall
- Trump
- Wandcrest Park
- Webster
- Weller
- Will-O-The-Wisp

## Sonstiges
In der Fernsehserie South Park befindet sich die gleichnamige fiktive Kleinstadt in Park County.